# Sougeal
Sougeal (bis zum 30. Dezember 2021 Sougéal; bretonisch: Sulial; Gallo: Soujhâ) ist eine französische Gemeinde mit 544 Einwohnern (Stand: 1. Januar 2022) im Département Ille-et-Vilaine im Nordosten der Region Bretagne. Die Gemeinde gehört zum Arrondissement Saint-Malo und zum Kanton Dol-de-Bretagne. Die Einwohner werden Sougealais genannt.

## Geografie
Sougeal liegt etwa 39 Kilometer südöstlich von Saint-Malo. Umgeben wird Sougeal von den Nachbargemeinden Pleine-Fougères im Norden und Nordwesten, Pontorson im Nordosten, Aucey-la-Plaine im Osten und Nordosten, Sacey im Osten, Val-Couesnon im Südosten und Süden sowie Vieux-Viel im Westen.

## Bevölkerungsentwicklung
| Jahr                       | 1962 | 1968 | 1975 | 1982 | 1990 | 1999 | 2006 | 2018 |
| Einwohner                  | 764  | 703  | 687  | 618  | 626  | 586  | 606  | 558  |
| Quellen: Cassini und INSEE |      |      |      |      |      |      |      |      |

## Sehenswürdigkeiten
- Menhir Roche au Diable
- Kirche Saint-Jean-Baptiste
- Kapelle Saint-Pierre

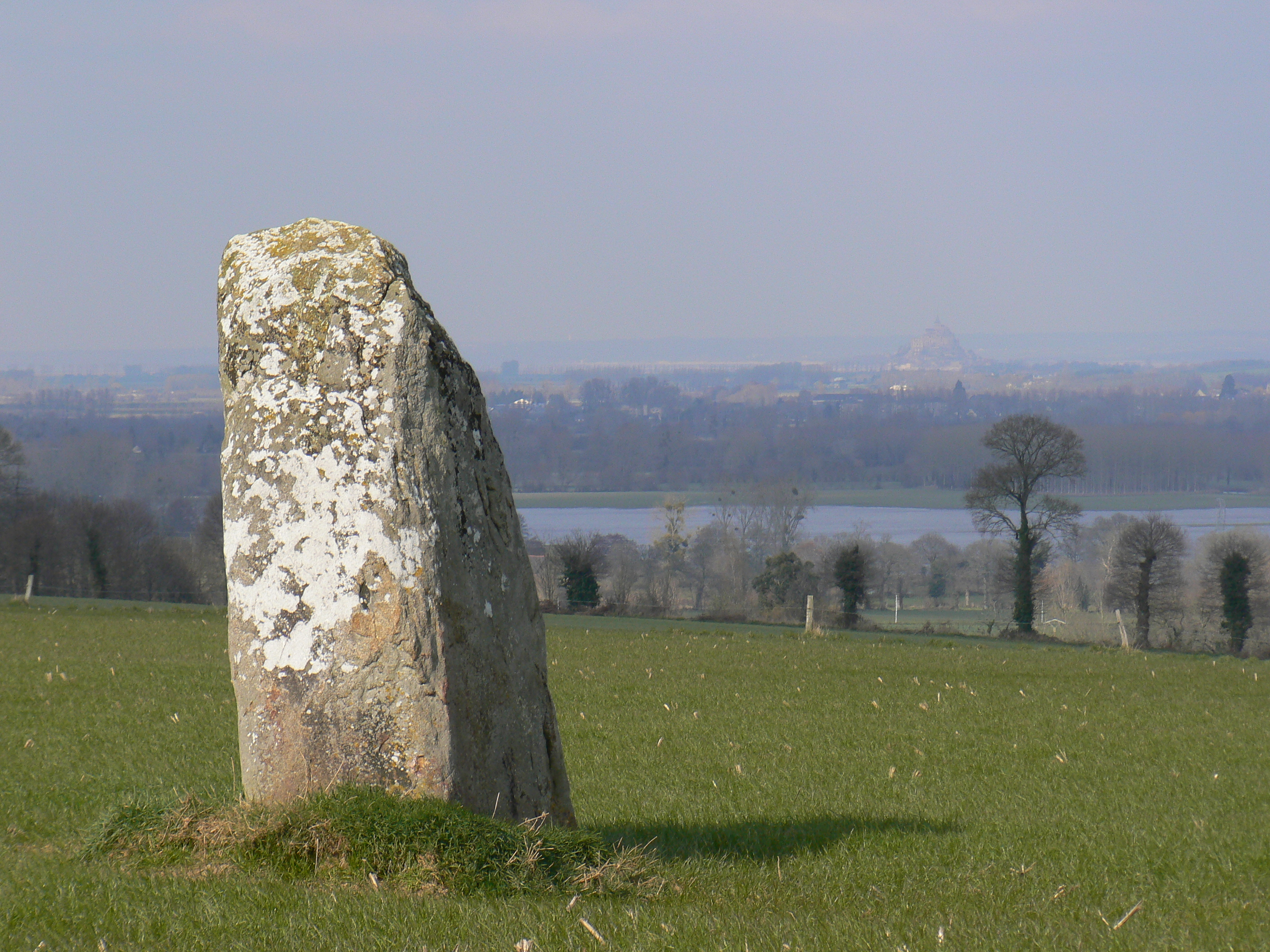
Menhir de la roche au diable (Fels des Teufels)
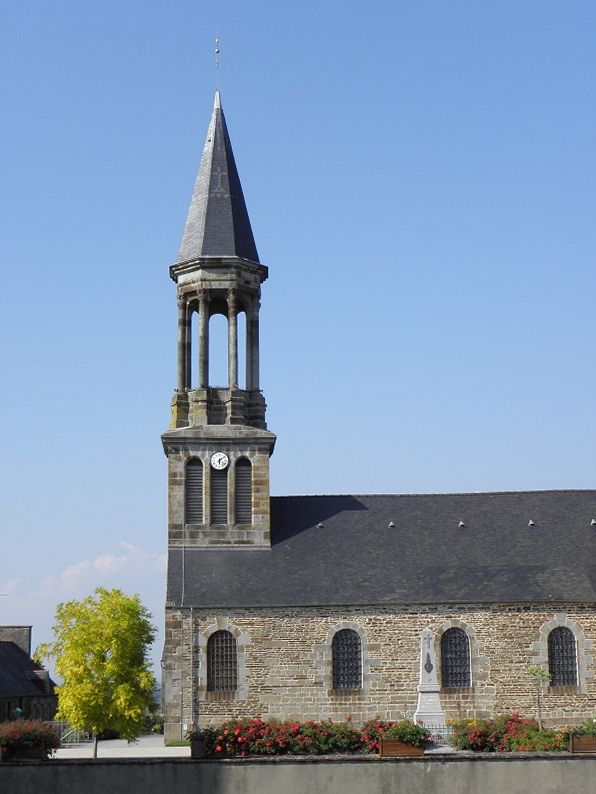
Kirche Saint-Jean-Baptiste
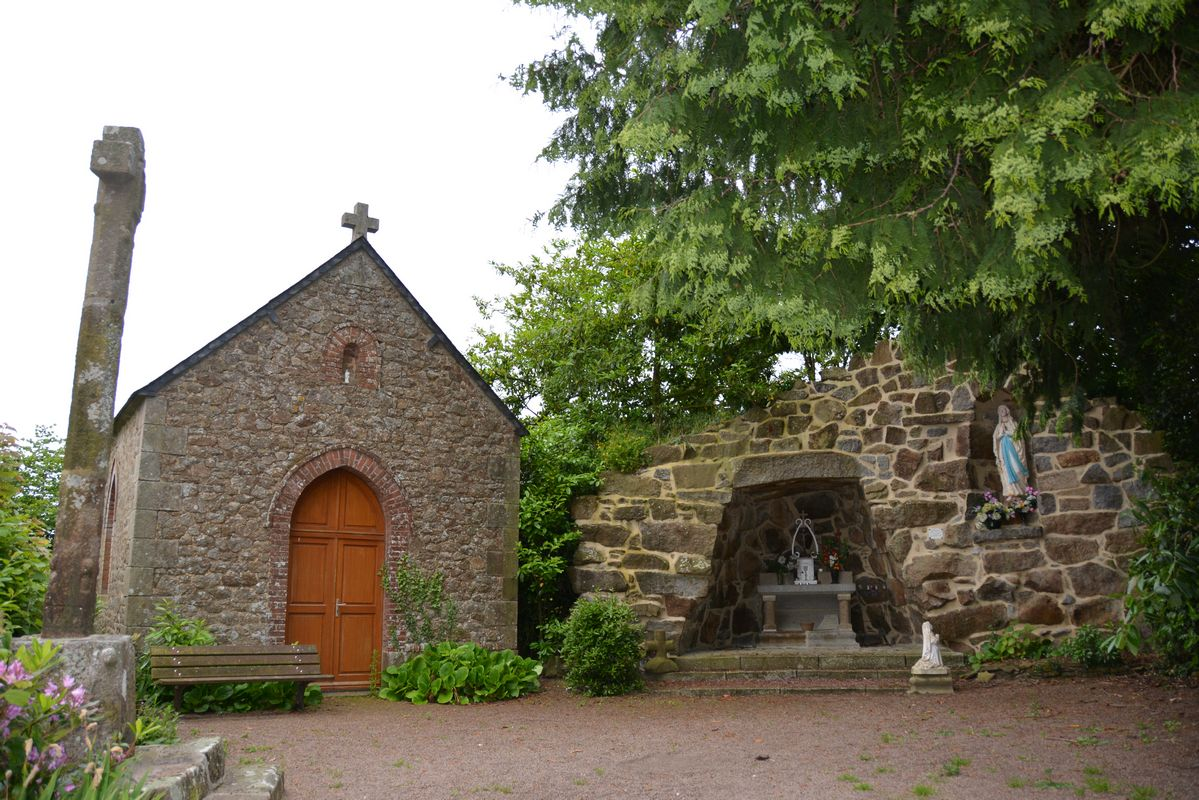
Kapelle Saint-Pierre

## Nachweise
1. ↑  Décret no 2021-1921 du 30 décembre 2021 portant changement du nom de communes , www.legifrance.gouv.fr, abgerufen am 20. Januar 2022